# Salvatore Contorno
Salvatore Contorno dit Totuccio Contorno (né le 20 mai 1946 à Palerme, en Sicile) est un ex-soldat mafieux sous les ordres de Stefano Bontade. Il devient par la suite un pentito (témoin) pour le Maxi-procès de Palerme et pour le procès de la Pizza Connection.

## Début de carrière
Tout en étant boucher, il est investi par Cosa Nostra en 1975. Le boucher Contorno est initié par la famille mafieuse de la Santa Maria Gesù, passe sous les ordres de Stefano Bontate. Bontate était un membre important de la Commission (la Cupola). Contorno et Bontate étaient compagnons de chasse dans les années 1960. Bien qu'il ne fût alors seulement qu'un soldat de la famille, Contorno avait un rapport direct avec Bontate, sans intermédiaire. Il était un de ses tueurs préférés. Durant la seconde guerre de la mafia, son chef, Bontate est tué par les Corleonesi. Les Corleonesi voulant s'emparer de Palerme, éliminèrent tous les alliés de Bontate-Inzerillo et comme Contorno était proche de Bontate, il était le suivant. Mais grâce à sa ruse, Contorno réussit à s'échapper et devient un repenti avec Buscetta.

## Témoin-clef pour le Maxi-Procès et le procès de la Pizza Connection
Mais il parvint à s'échapper et à mettre toute sa famille à l'abri. Il décida alors de collaborer avec les autorités italiennes et américaines, suivant l'exemple de Tommaso Buscetta, voulant bénéficier de leur programme de protection des témoins. Il devint alors un des témoins-clés du Maxi-Procès qui eut lieu à Palerme de 1986 à 1987.